# Donan (Cilacap Tengah)
Donan is een bestuurslaag in het regentschap Cilacap van de provincie Midden-Java, Indonesië. Donan telt 25.315 inwoners (volkstelling 2010).